# Thoisy-la-Berchère
Thoisy-la-Berchère est une commune française située dans le département de la Côte-d'Or en région Bourgogne-Franche-Comté.

## Géographie
- 1Carte dynamique
- 2Carte OpenStreetMap
- 3Carte topographique

### Climat
Pour des articles plus généraux, voir Climat de la Bourgogne-Franche-Comté et Climat de la Côte-d'Or.
En 2010, le climat de la commune est de type climat des marges montargnardes, selon une étude du Centre national de la recherche scientifique s'appuyant sur une série de données couvrant la période 1971-2000. En 2020, Météo-France publie une typologie des climats de la France métropolitaine dans laquelle la commune est exposée à un climat océanique altéré et est dans la région climatique  Lorraine, plateau de Langres, Morvan, caractérisée par un hiver rude (1,5 °C), des vents modérés et des brouillards fréquents en automne et hiver. 
Pour la période 1971-2000, la température annuelle moyenne est de 10,2 °C, avec une amplitude thermique annuelle de 16,5 °C. Le cumul annuel moyen de précipitations est de 926 mm, avec 12,8 jours de précipitations en janvier et 8,3 jours en juillet. Pour la période 1991-2020, la température moyenne annuelle observée sur la station météorologique de Météo-France la plus proche, « Pouilly-en-Aux_sapc », sur la commune de Pouilly-en-Auxois à 16 km à vol d'oiseau, est de 10,7 °C et le cumul annuel moyen de précipitations est de 859,1 mm,. Pour l'avenir, les paramètres climatiques de la commune estimés pour 2050 selon différents scénarios d'émission de gaz à effet de serre sont consultables sur un site dédié publié par Météo-France en novembre 2022.

## Urbanisme

### Typologie
Au 1er janvier 2024, Thoisy-la-Berchère est catégorisée commune rurale à habitat dispersé, selon la nouvelle grille communale de densité à 7 niveaux définie par l'Insee en 2022.
Elle est située hors unité urbaine et hors attraction des villes,.

### Occupation des sols
L'occupation des sols de la commune, telle qu'elle ressort de la base de données européenne d’occupation biophysique des sols Corine Land Cover (CLC), est marquée par l'importance des territoires agricoles (61,7 % en 2018), une proportion identique à celle de 1990 (61,7 %). La répartition détaillée en 2018 est la suivante : 
prairies (50,8 %), forêts (35,3 %), zones agricoles hétérogènes (5,7 %), terres arables (5,2 %), zones urbanisées (1,4 %), espaces verts artificialisés, non agricoles (0,8 %), eaux continentales (0,8 %). L'évolution de l’occupation des sols de la commune et de ses infrastructures peut être observée sur les différentes représentations cartographiques du territoire : la carte de Cassini (XVIIIe siècle), la carte d'état-major (1820-1866) et les cartes ou photos aériennes de l'IGN pour la période actuelle (1950 à aujourd'hui).

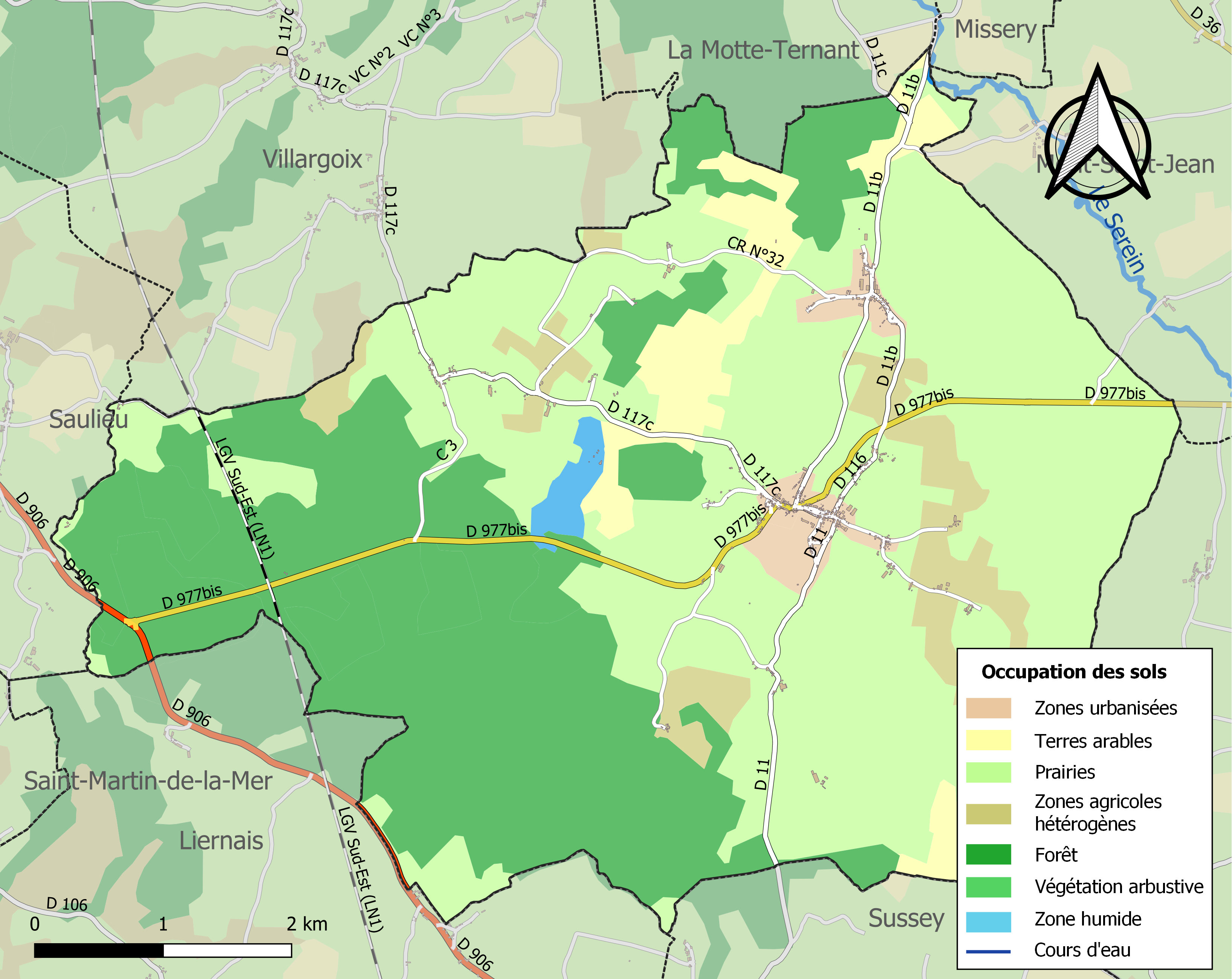
Carte des infrastructures et de l'occupation des sols de la commune en 2018 (CLC).

## Politique et administration
| Période                                  | Période  | Identité             | Étiquette | Qualité     |
| ---------------------------------------- | -------- | -------------------- | --------- | ----------- |
| 1816                                     | 1821     | M. François Corbier  |           |             |
| 1821                                     |          | M. François Grignard |           |             |
| avant 1995                               | ?        | M. Marcel Sivry      |           |             |
| mars 2001                                | mai 2025 | M. Jean-Marie Sivry  | DVD       | Agriculteur |
| Les données manquantes sont à compléter. |          |                      |           |             |

## Démographie
L'évolution du nombre d'habitants est connue à travers les recensements de la population effectués dans la commune depuis 1793. Pour les communes de moins de 10 000 habitants, une enquête de recensement portant sur toute la population est réalisée tous les cinq ans, les populations de référence des années intermédiaires étant quant à elles estimées par interpolation ou extrapolation. Pour la commune, le premier recensement exhaustif entrant dans le cadre du nouveau dispositif a été réalisé en 2008.

En 2022, la commune comptait 305 habitants, en évolution de −3,48 % par rapport à 2016 (Côte-d'Or : +0,82 %, France hors Mayotte : +2,11 %).
| 1793  | 1800  | 1806  | 1821  | 1836  | 1841  | 1846  | 1851  | 1856  |
| ----- | ----- | ----- | ----- | ----- | ----- | ----- | ----- | ----- |
| 1 195 | 1 250 | 1 157 | 1 116 | 1 118 | 1 110 | 1 070 | 1 051 | 1 002 |

| 1861 | 1866 | 1872 | 1876 | 1881 | 1886 | 1891 | 1896 | 1901 |
| ---- | ---- | ---- | ---- | ---- | ---- | ---- | ---- | ---- |
| 919  | 916  | 857  | 901  | 863  | 838  | 802  | 753  | 748  |

| 1906 | 1911 | 1921 | 1926 | 1931 | 1936 | 1946 | 1954 | 1962 |
| ---- | ---- | ---- | ---- | ---- | ---- | ---- | ---- | ---- |
| 769  | 775  | 689  | 641  | 577  | 585  | 558  | 508  | 459  |

| 1968 | 1975 | 1982 | 1990 | 1999 | 2006 | 2008 | 2013 | 2018 |
| ---- | ---- | ---- | ---- | ---- | ---- | ---- | ---- | ---- |
| 434  | 365  | 283  | 253  | 261  | 291  | 300  | 319  | 301  |

| 2022 | - | - | - | - | - | - | - | - |
| ---- | - | - | - | - | - | - | - | - |
| 305  | - | - | - | - | - | - | - | - |

## Culture locale et patrimoine

### Lieux et monuments

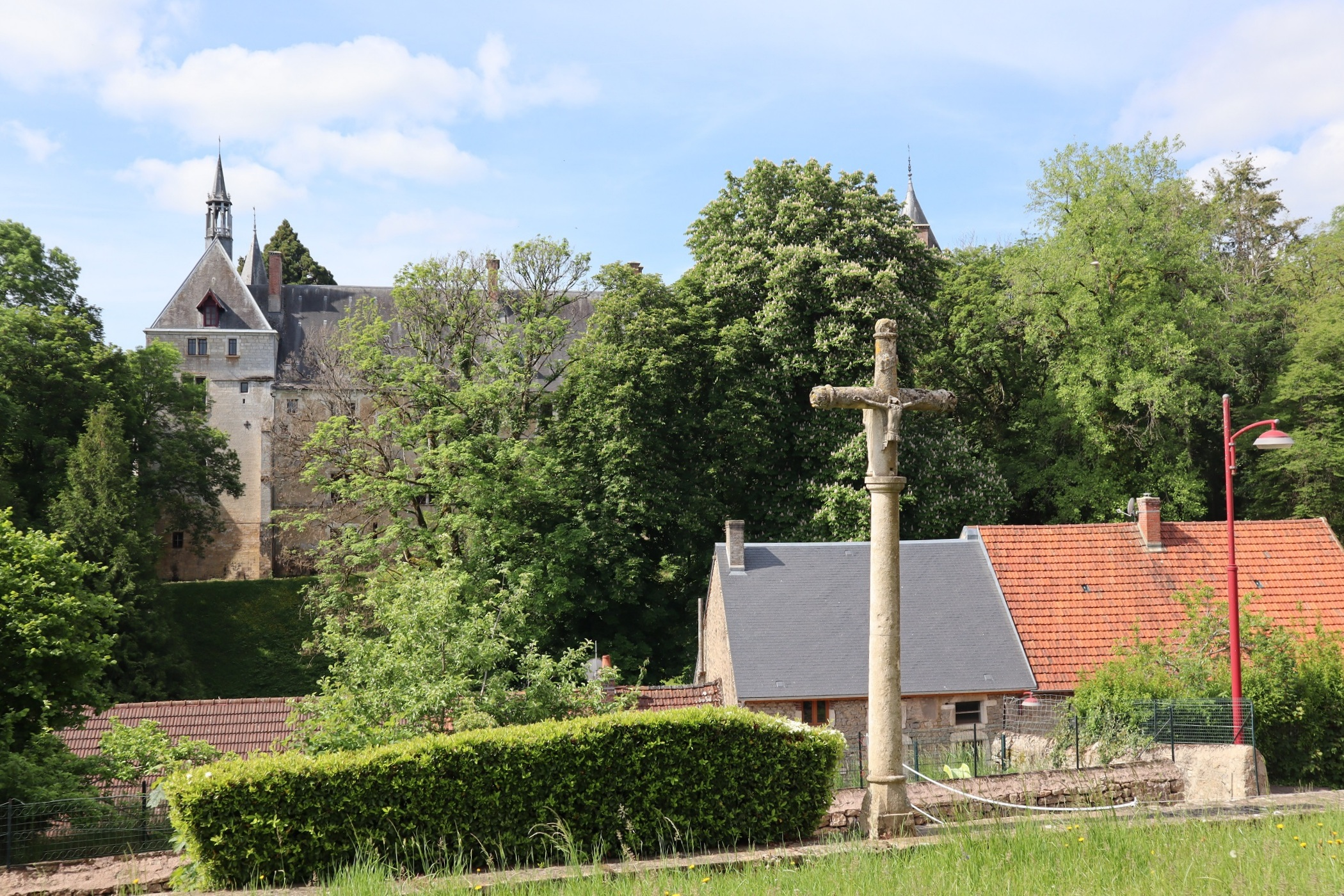
Le château et croix de village

- Château de la Berchère initié au XIIe siècle, reconstruit en style néogothique, il fut une possession des évêques d’Autun jusqu’en 1567. Henri IV y coucha après la bataille d’Arnay-le-Duc. En 1634, la propriété fut vendue à J.B. Legoux-de-la-Berchère (Premier président du parlement de Dijon), il en garda le nom. Il fut restauré en 1905 par la famille de Montboissier-Canillac.
- Église Saint-Pierre, datant de la première moitié du XVIe siècle, remaniée au XVIIIe siècle, couverte en ardoise. Des peintures murales représentant des figures bibliques sont présentes.

### Personnalités liées à la commune
- La famille de Thoisy, originaire de la commune.

### Héraldique
| Blason de Thoisy-la-Berchère | Blason  | D'azur à trois glands d'or.                                                     |
| Blason de Thoisy-la-Berchère | Détails | Armes de la famille de Thoisy. Le statut officiel du blason reste à déterminer. |